# Дьявол во плоти (фильм, 1947)
Дьявол во плоти (фр. Le Diable au corps) — французский фильм-драма 1947 года, поставленный режиссёром Клодом Отан-Лара по одноимённому роману Раймона Радиге.

## Сюжет
Ножан-сюр-Марн, 1917 год. Во время Первой мировой войны в пригороде Парижа зарождается страстный роман между Франсуа, 17-летним подростком и 19-летней Мартой, медсестрой-волонтером в его лицее, частично переоборудуется под больницу. Когда они знакомятся, Марта уже помолвлена. После небольшой ссоры и свидание с Франсуа, которое сорвалось, она выходит замуж. Любовники регулярно встречаются в квартире Марты, где она живет одна, потому что муж ушёл на фронт. Она беременна от Франсуа. Тот сначала говорит, что очень счастлив, и готовится к разговору с мужем. Но ничего не делает.
Война подходит к концу. Устав от незрелости и трусости Франсуа, Марта однажды съезжает с квартиры, не оставив адреса. Франсуа бежит на вокзал и находит её в поезде. Она говорит, что решила рожать у бабушки в Бретани, где её никто не знает. Во время прощального ужина в Париже Марте становится плохо, и Франсуа звонит её матери. Она увезла дочь с собой и отталкивает Франсуа, который даже не оказывает сопротивления. Ему так и не хватит смелости объясниться с мужем Марты. После родов Марта умирает, произнося имя любовника.

## В ролях
- Мишлин Пресле в роли Марты Гранже
- Жерар Филипп в роли Франсуа Жобера
- Дениз Грей в роли мадам Гранжер
- Жан Дебукорт в роли месье Жобера
- Пьер Палау в роли месье Марин
- Жан Лара в роли Жака Лакомба
- Жозеф-Мишель Франсуа в роли Рене
- Ричард Франкор в роли администратора
- Макс Максудиан в роли главного героя
- Жермен Ледуайен в роли мадам Жобер
- Жанна Перес в роли мадам Марин
- Жак Тати в роли офицера